# Sophie Winkleman
Sophie Winkleman (Lady Frederick Windsor), née le 5 août 1980 à Primrose Hill à Londres, est une actrice anglaise.

## Débuts
Sophie Winkleman est née au sein d'une famille anglaise, dans le quartier londonien de Primrose Hill, de Barry Winkleman, l'éditeur de The Times Atlas of World History (en), et de son épouse Cynthia "Cindy" Black, qui est auteur de livres pour enfants. Elle est en outre la demi-soeur de la journaliste de télévision Claudia Winkleman (Mme Sven Staël Thykier), née du premier mariage de leur père avec la journaliste Eve Pollard (en) (Lady Lloyd).
La famille Winkleman est d'origine allemande et par ailleurs de confession juive, selon l'organe de presse The Jewish Chronicle.
Sophie Winkleman a étudié la littérature anglaise au Trinity Hall de l'université de Cambridge.

## Vie privée
Elle épouse le 12 septembre 2009 Lord Frederick Windsor, fils du prince Michael de Kent (cousin germain de la reine Élisabeth II) et de la princesse Michael de Kent, née Marie-Christine von Reibnitz. Lord et Lady Frederick Windsor ont deux filles : Maud, née en 2013 et Isabella, née en 2016, qui figurent toutes deux, comme leur père, dans l’ordre de succession au trône britannique.

## Filmographie

### Cinéma
- 2005 : Le Monde de Narnia : Le Lion, la Sorcière blanche et l'Armoire magique : (VF : Barbara Delsol) : Susan Pevensie adulte
- 2023 : Wonka : La Comtesse

### Télévision
- 2003 : Hercule Poirot (série télévisée, saison 9, épisode 1) : Angela Warren
- 2006 : Inspecteur Lewis (série télévisée, pilote) : Regan Peverill
- 2008 : The Palace  : princesse Eleanor
- 2008 : Robin des Bois (série télévisée, saison 3, épisode 10) : Ghislaine de Gisborne
- 2009 : Red Dwarf (série télévisée, saison 9):  Katerina
- 2010 : 100 Questions (série télévisée, saison 1):  Charlotte Payne
- 2011 : Mon oncle Charlie (série télévisée, saison 9, 10 et 12) : Zoey Hyde-Tottingham-Pierce
- 2011 : Meurtres au paradis (série télévisée, saison 1, épisode 5) : Ann Hamilton
- 2018 : Trust (saison 1) : Margot
- 2019 : Bienvenue à Sanditon (saison 1 et 3) : Lady Susan
- 2020 : Strike: Lethal White : Kinvara Chiswell
- 2022 : This Is Going to Hurt : Kathleen
- 2024 : Belgravia: The Next Chapter : Duchesse de Rochester

## Voix françaises
| - Barbara Delsol dans : - Le Monde de Narnia : Le Lion, la Sorcière blanche et l'Armoire magique - Mon oncle Charlie (série télévisée) - Trust (série télévisée) | Et aussi - Emmanuelle Rivière dans Robin des bois (série télévisée) - Céline Ronté dans The Palace (série télévisée) - Sabeline Amaury dans Titanic (mini-série) - Anne Rondeleux dans C.B. Strike (série télévisée) |